# Paseo marítimo

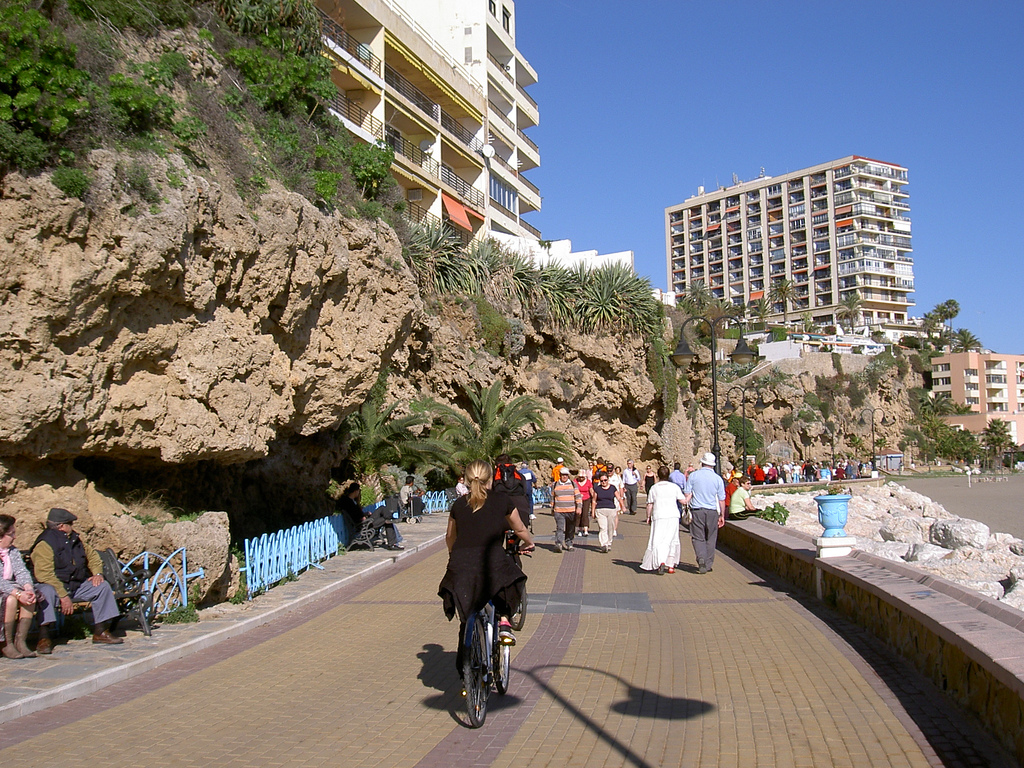
Paseo marítimo de Torremolinos.

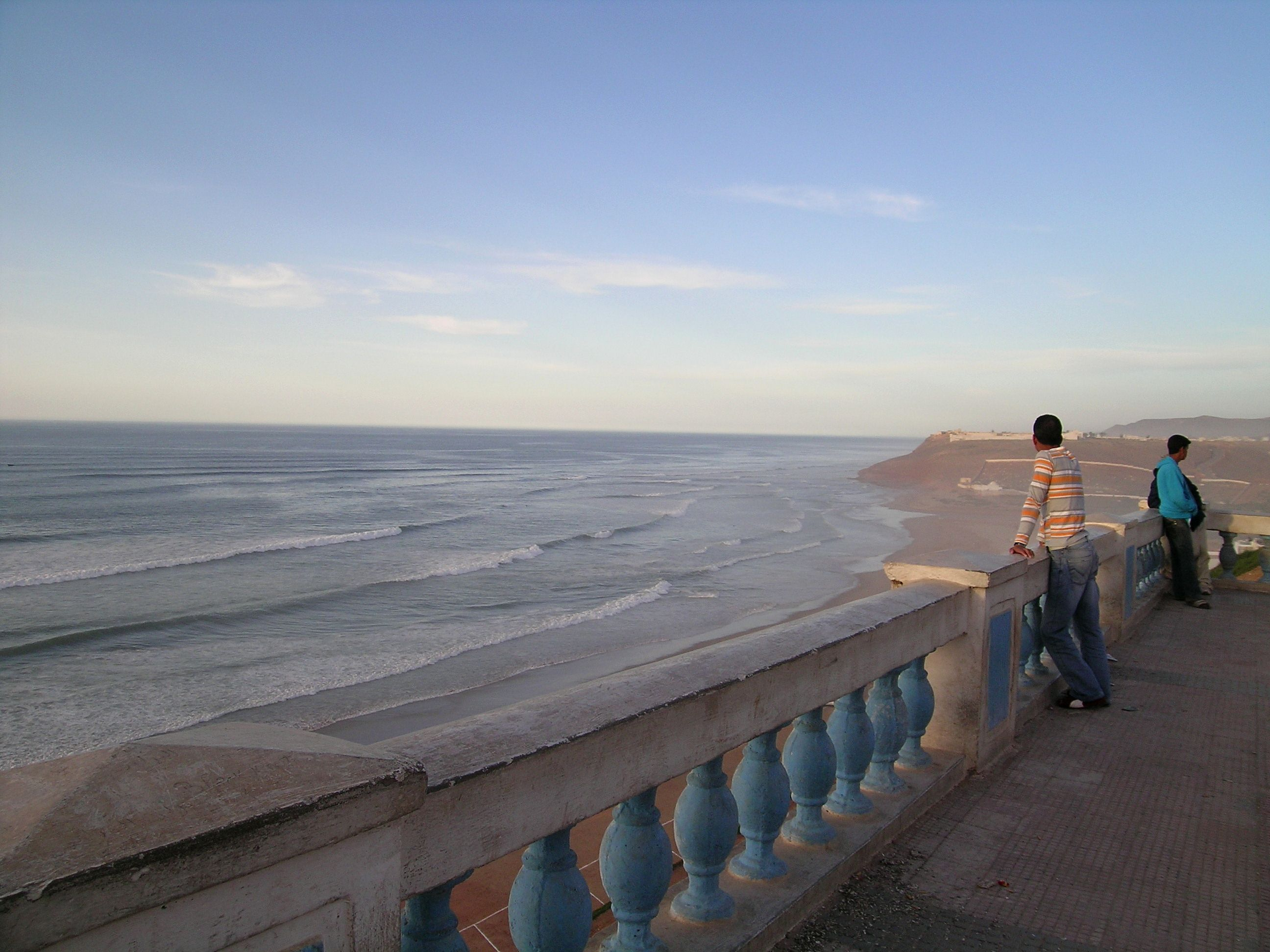
Paseo marítimo en Sidi Ifni.

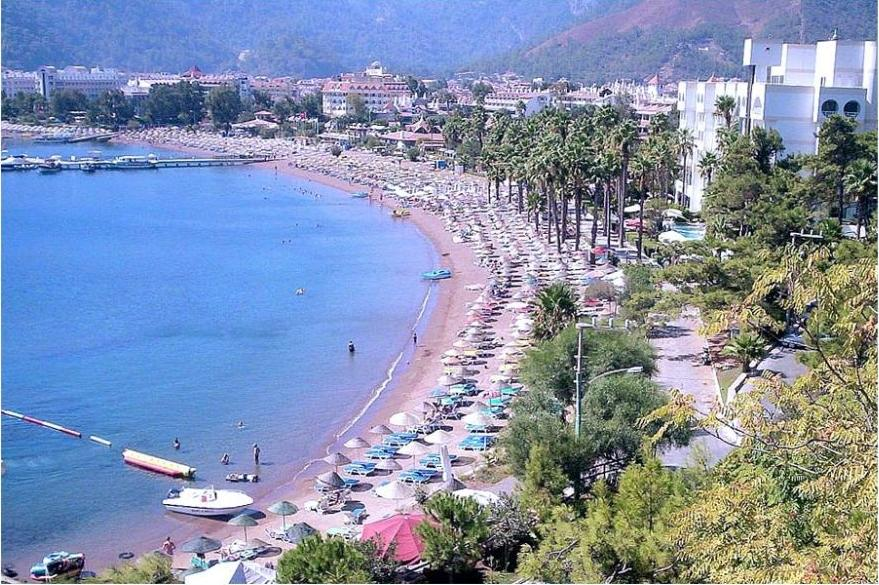
Paseo marítimo de Marmaris.

Se conoce por paseo marítimo en España, malecón en Cuba, República Dominicana, Panamá, Venezuela, Ecuador, Colombia, Perú y zonas de México, costanera en Argentina, Chile y Paraguay, rambla en Uruguay, a un conjunto de espacios públicos litorales, a veces ampliamente urbanizados, que se construyen en áreas urbanas y definen su encuentro con el mar.
Su diseño, función y grado de actuación sobre el territorio dependen de parámetros políticos, legales, urbanísticos, económicos, culturales y sociales. Generalmente facilitan el acceso a playas y ofrecen amplios paseos peatonales, proveyendo a las ciudades de espacios lúdicos de distinta índole. Otras veces son actuaciones pequeñas que tienen por objeto preservar cualidades naturales existentes en el territorio. Los muros sobre los que suelen apoyarse, además, ayudan a proteger los núcleos habitados de las aguas revueltas durante las tempestades.
Estas actuaciones litorales son especialmente propias de las ciudades españolas, portuguesas e iberoamericanas, debido al dominio público de la costa que históricamente han mantenido sus territorios. En ellos suelen aparecer la vegetación y las actividades recreativas.

## Historia
El borde marítimo ha sido históricamente lugar de pescadores primero y, tras la industrialización, una zona degradada e industrial a veces y portuaria otras, en perpetua expansión hacia el mar. Al mar se relegaron usos indeseables y defensivos durante los siglos XVIII y XIX debido a sus condiciones insalubres. A finales del siglo XIX surge un interés por los baños de ola que provoca el cuidado en los litorales urbanos, tales como los de Santander y San Sebastián, así como planes ambiciosos como la nunca construida Ciudad de Vacaciones, ideada por el grupo GATCPAC para Castelldefels a comienzos del siglo XX. 
Durante las últimas décadas del siglo XX estos esfuerzos se materializan en los paseos marítimos, que recuperan el borde del mar como espacio urbano, convirtiendo éstos en puntos de atracción turística. Casos extremos son los de Torremolinos y Benidorm. Esto es posible debido a la aparición de marcos legales que dan a la costa valor público y jurisdicción para transformarla a entidades locales; en España, este punto de inflexión lo marca la Ley de Costas de 1988. A su vez, esto es una consecuencia del uso público que históricamente ha tenido la costa en España, Portugal y sus antiguas colonias, cosa que no ocurría en otros países europeos.

## Intenciones
La construcción de paseos marítimos persigue una serie de objetivos de distinta índole, repartidos entre el uso humano de la costa y su incorporación como espacio activo de los núcleos habitados y la preservación del medio natural.

#### Protección del litoral
- Impedir la agresión de la costa y proteger el litoral existente.
- Materializar el límite entre lo construido y lo natural.
- Favorecer y preservar el uso público del litoral.

#### Calidad urbana
- Mejorar la calidad urbana y las relaciones ciudadanas.
- Configurar la fachada urbana de cara al mar.
- Mejorar la estructura urbanística y solucionar ciertos problemas de esta índole.